# Dermestes sardous
Dermestes sardous es una especie de escarabajo de piel del género Dermestes, tribu Dermestini, subfamilia Dermestinae. Fue descrita por Küster en 1846.

## Descripción
Mide 6-8 mm de longitud.

## Distribución y hábitat
Se distribuye por España, Francia, Portugal, Marruecos, Estados Unidos, Italia, Argelia, Israel y Túnez.